# Odonymie de Bordeaux pendant la Révolution

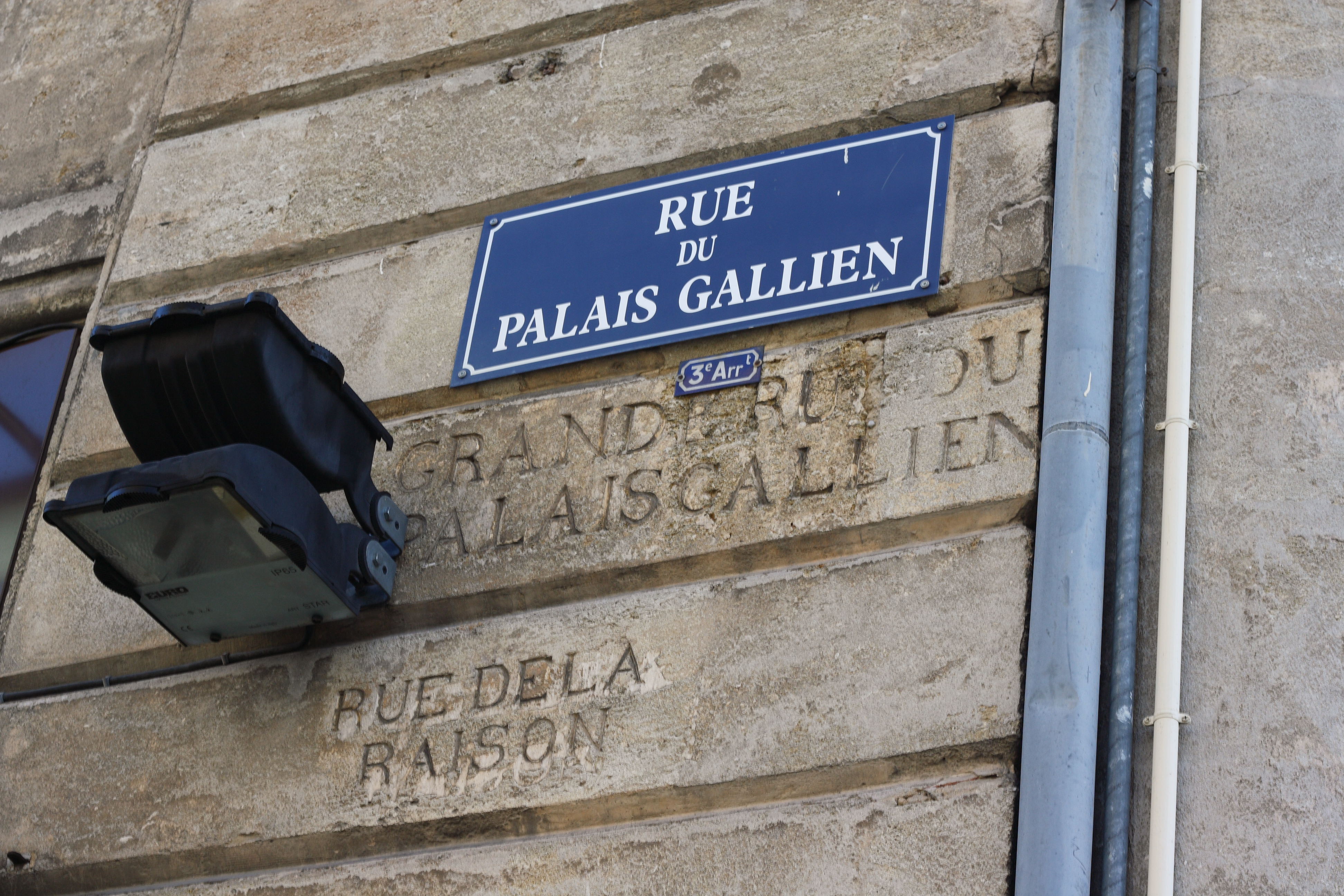
La rue du Palais-Gallien fut brièvement celle de la Raison.

Plusieurs voies de Bordeaux ont porté un nom différent pendant la Révolution,.
Ce changement de dénominations, qui affecte aussi de nombreuses communes, est voulu par les autorités révolutionnaires : on supprime les noms qui évoquent la superstition (i-e commençant par « Saint » ou « Sainte », en raison de la déchristianisation), la féodalité ou les symboles de l'Ancien Régime. La ville de Bordeaux elle-même est brièvement baptisée Commune-Franklin,.
Ces nouvelles appellations sont instaurées en 1793 ; très peu perdurent après 1801. Elles nous sont surtout connues par le cartouche d'un plan de Bordeaux daté de 1805. Seuls subsistent aujourd'hui quelques noms, gravés dans la pierre aux coins des rues.

## Liste
| Nom sous l'Ancien Régime                | Nom au XXIe siècle                                                                                                  | Nom révolutionnaire                                 |
| --------------------------------------- | --- | --------------------------------------------------- |
| place du Palais de l'Ombrière           | place du Palais | place Brutus,                                       |
| place Dauphine                          | place Gambetta | place Nationale,                                    |
| rue du Palais-Gallien                   | rue du Palais-Gallien                                                                                               | rue de la Raison,                                   |
| rue Bouffard                            | rue Bouffard | rue de la Justice,                                  |
| rue Boulan                              | rue Boulan | rue de la Frugalité,                                |
| rue Servandoni                          | rue Servandoni | rue Michel-Le-Pelletier,                            |
| rue Royale                              | rue Fernand-Philippart                                                                                              | rue de la Liberté,                                  |
| rue Royale-Saint-Seurin                 | rue Judaïque ? | rue du Champ-de-Mars                                |
| rue Louis-de-Foix                       | rue Louis-de-Foix                                                                                                   | rue le Français Libre                               |
| rue Rouleau                             | rue Bonnaffé | rue du Peuple Souverain                             |
| rue Verteuil                            | rue Verteuil | rue du Bec d'Ambès,                                 |
| rue de Castelmoron                      | rue de Castelmoron                                                                                                  | rue du Sommeil,                                     |
| rue de la Chartreuse                    | Détruite vers 1960 dans la rénovation de Mériadeck,.                                                                | rue du Réveil,                                      |
| rue du Couvent                          | rue du Couvent | rue des Nations Libres,                             |
| rue de l'Enclos                         | Fusionnée dans la rue du Tondu vers 1843                                                                            | rue Prosper                                         |
| rue Mouneyra                            | rue Mouneyra | rue Tournesol                                       |
| rue Tastet                              | rue Tastet | rue du Pressoir                                     |
| rue Couturier ou Caussade               | rue d'Ornano | rue des Amaranthes                                  |
| rue Pons de la Mothe                    | ? | rue Nationale                                       |
| rue Montbazon                           | rue Montbazon | rue J'Adore l’Égalité,                              |
| rue des Lauriers                        | rue du Château-d'eau                                                                                                | rue Haine-aux-Tyrans,                               |
| rue Neuve Saint-Seurin                  | rue de Fleurus | rue Vivre-Libre-ou-Mourir,                          |
| rue Maximilien ou rue de l'Archevêché   | détruite à la création de la place Pey Berland                                                                      | rue du Département                                  |
| rue du Pont-Long                        | rue d'Arès | rue Plus-de-Rois,                                   |
| rue de Créon                            | rue de Créon | rue du Tabac,                                       |
| rue de la Croix-Blanche                 | rue de la Croix-Blanche                                                                                             | rue Cassius,                                        |
| rue Judaïque-Saint-Seurin               | rue Judaïque (Saint-Seurin)                                                                                         | rue de la Délivrance,                               |
| rue Mondenard                           | rue Mondenard | rue Brutus,                                         |
| rue Porte-Richelieu                     | rue Esprit-des-Lois,                                                                                                | rue Esprit-des-Lois,                                |
| rue Ferdinand                           | rue de l'Hôtel-de-Ville                                                                                             | rue de l'Arbre Chéri,                               |
| rue du Hâ                               | rue du Hâ | rue l'Immortelle                                    |
| rue de Poissac                          | rue Pierlot | rue de la Conciliation,                             |
| rue Dulau (Dufau ?)                     | rue Dulau (Dufau ?)                                                                                                 | rue Civique ou rue de l'Unité                       |
| rue Saint-Roch                          | rue de La Boétie | rue de la Fidélité,                                 |
| rue Rohan                               | rue Élysée-Reclus                                                                                                   | rue de l'Indivisibilité,                            |
| rue Siron                               | Détruite avec la rue de la Chartreuse sur laquelle elle débouchait, lors de la rénovation du quartier de Mériadeck. | rue de l'Amitié                                     |
| rue Villeneuve                          | rue Villeneuve | rue du Français libre                               |
| rue Saint-Bruno                         | Détruite vers 1960 dans la rénovation de Mériadeck,.                                                                | rue de la Lumière                                   |
| rue Saint-Charles                       | Détruite vers 1960 dans la rénovation de Mériadeck.                                                                 | rue du Ballon                                       |
| rue Saint-Nicolas-de-Grave              | rue Saint-Nicolas                                                                                                   | rue de la Convention                                |
| rue Sainte-Sophie                       | Rue débouchant cours d'Albret, peut-être détruite vers 1960 dans la rénovation de Mériadeck.                        | rue du Bonheur                                      |
| rue Sainte-Thérèse                      | rue Bergeret, anciennement rue des Petites-Carmélites.                                                              | rue Beaurepaire,                                    |
| rue Saint-Paul-Saint Seurin             | Peut-être la rue de Ruat, anciennement rue Saint-Paul.                                                              | rue du 10 août                                      |
| rue Sainte-Colombe                      | rue Sainte-Colombe                                                                                                  | rue de Gemmapes                                     |
| rue Saint-Etienne                       | rue Saint-Etienne                                                                                                   | rue Primidi,                                        |
| rue de l’Église Saint-André             | Détruite à la création de la place Pey Berland,                                                                     | rue Primidi                                         |
| rue Vareilhes ou Vareilles              | Détruite vers 1960 dans la rénovation de Mériadeck,.                                                                | rue des Navets,                                     |
| ?                                       | ? | rue de Lenbesillité (sic)                           |
| rue Saint-Louis                         | rue Gensonné | rue du Silence,                                     |
| rue des Carmes                          | rue de Lalande | rue de la Section du 10 août,                       |
| rue Saint-Martin                        | rue Saint-Sernin | rue de la Régénération,                             |
| rue Ségur                               | rue de Cursol | rue Ça-va,                                          |
| cours de Tourny                         | cours Clemenceau | cours Fructidor ou plus vraisemblablement Thermidor |
| cours d'Aquitaine                       | cours de la Libération                                                                                              | cours de la Convention                              |
| cours du Jardin-Public                  | cours de Verdun | cours Fructidor                                     |
| cours d’Albret                          | cours d’Albret | cours Messidor                                      |
| place des Capucins                      | place des Capucins                                                                                                  | place des Droits-de-l'Homme,                        |
| place Mériadeck                         | détruite vers 1960                                                                                                  | place des Piques,                                   |
| place de la Monnaie                     | place Léon Duguit                                                                                                   | place des Hommes Libres,                            |
| place Saint-Seurin                      | place du Pradeau | place du Jeune-Barra,                               |
| cours de l'Intendance                   | cours de l'Intendance                                                                                               | fossés Marat,                                       |
| cours du Chapeau-Rouge                  | | fossés Marat,                                       |
| place du Pradol                         | place Lucien-Meunier                                                                                                | place de la Concorde                                |
| place d'Aquitaine ou place Saint-Julien | place de la Victoire                                                                                                | place de la Convention                              |
| place Saint-Projet                      | place Saint-Projet                                                                                                  | place des Sans-Culottes,                            |
| place Saint-André (grande),             | place Pey Berland                                                                                                   | place de la Montagne                                |
| place Saint-André (petite)              | place Pey Berland                                                                                                   | place de l’Opinion                                  |
| rue Saint-Dominique                     | rue Jean-Jacques-Bel                                                                                                | rue du Temple-Décadaire,                            |
| place du Marché Royal                   | place du Parlement                                                                                                  | place de l’Égalité                                  |
| place Rohan                             | place Rohan | place Guillaume-Tell,                               |
| place Royale                            | place de la Bourse                                                                                                  | place de la Liberté                                 |
| place Ferdinand                         | Détruite à la création de la place Pey Berland                                                                      | place du Département                                |
| place du Chauf-Neuf                     | Incorporée dans le cours Victor-Hugo.                                                                               | place du 10 août                                    |
| rue Saint-Fort                          | rue Saint-Fort ou rue Laulan                                                                                        | rue Laulan                                          |
| rue Merle                               | Vers la rue Bonnaffé, détruite vers 1960 dans la rénovation de Mériadeck                                            | rue de l'Empire-des-Lois                            |
| rue des Minimes                         | rue du Maréchal Joffre                                                                                              | rue Guillaume-Tell                                  |
| rue des Palanques                       | rue des Palanques                                                                                                   | rue du Romarin                                      |
| rue du Parlement                        | rue du Parlement-Sainte-Catherine                                                                                   | rue de l’Égalité                                    |
| rue Porte-d'Albret                      | Vers la rue des frères Bonie.                                                                                       | rue du Basilic                                      |
| rue Pradel                              | Détruite à la création de la place Pey Berland                                                                      | rue du Chamois                                      |
| rue Richelieu                           | rue Ausone | rue Ausone                                          |
| rue Rolland                             | rue Rolland | rue Beauvais                                        |
| rue Rougier                             | Détruite vers 1960 dans la rénovation de Mériadeck,.                                                                | rue Challier,                                       |
| rue Rouleau                             | Détruite vers 1960 dans la rénovation de Mériadeck,.                                                                | rue du Peuple-Souverain                             |
| rue Lalliman et rue Dufaut              | rue Laliment | rue de l'Unité                                      |
| rue La Vie                              | Détruite vers 1960 dans la rénovation de Mériadeck,.                                                                | rue des Amarilles                                   |
| rue La Cave                             | Détruite vers 1960 dans la rénovation de Mériadeck.                                                                 | rue Lacave                                          |
| rue Lacroix                             | rue Lacroix | rue de la Fraternité                                |
| rue Lecocq                              | rue Lecocq | rue du Coq                                          |
| rue des Feuillants                      | rue Paul-Bert | rue Montaigne                                       |
| rue Faucher                             | Détruite vers 1960 dans la rénovation de Mériadeck.                                                                 | rue du Bœuf                                         |
| rue Dufourcq                            | ? | rue des Sans-Culottes                               |
| rue Degascq ou de Gascq                 | Donnait dans l'actuelle rue d'Arès, détruite avec le quartier Mériadeck,                                            | rue des Picques                                     |
| rue Colignan                            | Probablement détruite vers 1960 dans la rénovation de Mériadeck,.                                                   | rue de l'Union                                      |
| rue Cornu                               | rue René Roy de Clotte                                                                                              | rue de la Surveillance                              |
| rue Couturier                           | Donnait cours d'Albret. Détruite vers 1960 dans la rénovation de Mériadeck,.                                        | rue des Amarantes                                   |
| rue de la Chapelle-Saint-Martin         | Donnait dans l'actuelle rue d'Arès.                                                                                 | rue Ça-Tiendra                                      |
| rue des Catherinettes                   | rue Thiac | rue des Jardins                                     |
| rue Castelnau d'Auros                   | rue Castelnau d'Auros                                                                                               | rue du 17 septembre,                                |
| rue Brunet                              | Probablement détruite vers 1960 dans la rénovation de Mériadeck.                                                    | rue Citoyenne                                       |
| rue Bonafoux                            | Donnait cours d'Albret. Détruite vers 1960 dans la rénovation de Mériadeck,.                                        | rue des Pêches                                      |

## Galerie
|                                                       |
| L'actuelle place du Palais était la « place Brutus ». |

| |
| La rue Ausone est une des rares à conserver son nom révolutionnaire. L'ancien, « rue Richelieu », a été martelé. |

| |
| Rue Sainte-Colombe, le marquage révolutionnaire « rue et place de Gemmapes » a été rendu illisible à la Restauration. |

|                                                                     |
| L'ancienne « rue de la Liberté », désormais rue Fernand-Philippart. |

| |
| Contrefort de la cathédrale Pey-Berland de Bordeaux portant une pierre récupérée issue de l'ancienne « rue Primidi »... |

| |
| ... tandis qu'une inscription identique subsiste à quelques centaines de mètres, impasse Moulinié. |

|                                                    |
| Les noms successifs de la rue de l'Hôtel-de-Ville. |

|                                                       |
| La place du Jeune-Bar(r)a, actuelle place du Pradeau. |

|                                                        |
| Rue Louis de Foix, anciennement rue Le Français libre. |

|                                                                      |
| De la place Royale à celle de la Bourse, via la place de la Liberté. |

|                                                                                         |
| La trace que la rue Castelnau d'Auros a été celle de la Délivrance s'est bien estompée. |

| |
| Le cours d'Albret et la rue de Poissac se croisaient jadis sous les noms de cours Messidor et rue de la Conciliation. |

|                                                  |
| La rue Verteuil a brièvement été du Bec d'Ambès. |

|                                  |
| La rue Dufau n'est plus Civique. |

|                                      |
| La rue du Tabac est redevenue Créon. |

|                                                    |
| La rue du Triomphe est redevenue celle de Candale. |

| |
| La rue de la « Furgalité » (sic) a finalement pris le dessus sur la plaque moderne indiquant rue Boulan ! |

|                                                                                      |
| La place d'Aquitaine intérieure a commémoré la Convention, puis la Victoire de 1918. |

|                                                                           |
| On ne peut plus deviner que la rue Bouffard a porté le nom de la Justice. |

|                                                                                   |
| La place du Palais, du temps où on y a planté un « Arbre chéri » (de la liberté). |

| |
| Entre la pierre fautivement marquée « place Derchan » et l'orthographe correcte place de Rohan, le nom de Guillaume Tell est érodé. |

| |
| La place principale de Bordeaux a suivi les changements de régime : Dauphine, Nationale puis Gambetta. |

|                                                                                                   |
| L'indication « Place de la Montagne » est toujours gravée au chevet de la cathédrale de Bordeaux. |

|                                                                                 |
| La rue du Jardin (peut-être pas pendant la Révolution), désormais Louis Combes. |

|                                                                                         |
| La rue du Hamel fut brièvement « rue Française » (peut-être pas pendant la Révolution). |

|                                                 |
| Le nom « rue l'Immortelle » n'a eu qu'un temps. |

|                                                           |
| L'ancien nom « Tournesol » de la rue Mouneyra est écorné. |

|                                       |
| La place du Chapelet ou de la Raison. |

### Sites externes
- Photographies de noms de rues gravés dans la pierre.